# Dimenticare
Dimenticare è un quarto album del cantautore italiano Roberto Soffici, pubblicato dall'etichetta discografica Fonit Cetra nel 1979.

## Tracce
Lato A
1. Dimenticare
2. Pinco pallino
3. Sentimento
4. Valentina
5. Foto di Tommaso Pantera

Lato B
1. Flash
2. E' di sera
3. 1958
4. Sulla bocca del cuore
5. Lui muore

## Formazione
- Roberto Soffici – voce, chitarra
- Massimo Luca – chitarra
- Gigi Cappellotto – basso
- Tullio De Piscopo – batteria, percussioni
- Ernesto Massimo Verardi – chitarra
- Oscar Rocchi – tastiera
- Paolo Donnarumma – basso
- Andy Surdi – batteria, percussioni
- Aldo Banfi – tastiera